# ホンキートンク

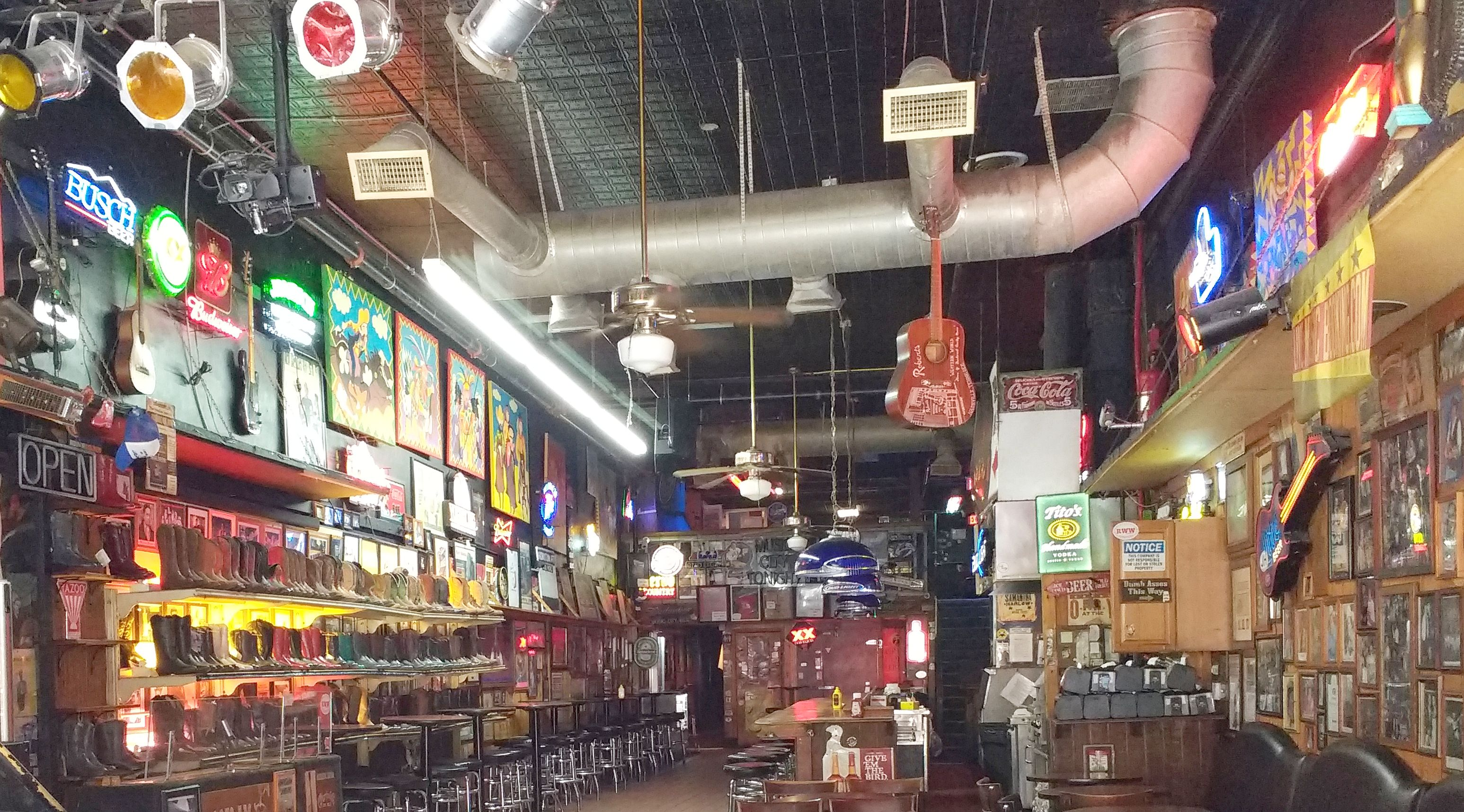
米国テネシー州ナッシュビルにあるホンキートンクのトゥッツィーズ・オーキッド・ラウンジ。

ホンキートンク（英: honky tonk）は、カントリー・ミュージックを演奏するバーの一種。「ホンカトンク」または「トンク」とだけ呼ばれることもある。ホンキートンクの名の由来は不明である。

## 概要
20世紀のアメリカ音楽の様々な様式に付けられている。カントリー・ミュージックが人気であるアメリカ合衆国南西部およびアメリカ合衆国南部で一般的に見られる。ロレッタ・リン、マール・ハガード、パッツィー・クライン、アーネスト・タブなど多くのカントリーのレジェンドがアマチュア・ミュージシャンとしてホンキートンクで活動を始めた。
ホンキートンクの成り立ちは大まかに、労働者階級の客に酒類を出す店で演奏されるアメリカ中の音楽からである。ピアノ演奏または小規模のバンドに合わせたダンスをすることもある。カトリーナ・ハザード・ゴードンはホンキートンクについて「都会での安酒場の登場」とし、「その名は音楽のスタイルも表す」と記した。ホンキートンクという言葉は元々アメリカ合衆国西部 (オクラホマ準州、インディアン準州、テキサス州) の粗野なバラエティ・ショーやその会場を指していた。ホンキートンク、サルーン、ダンスホールの違いは、特に西部の酪農、炭鉱、軍事要塞、油田の街でははっきりしていなかった。
1950年代、ホンキートンクはウエブ・ピアス、ハンク・ロックリン、レフティ・フリッツェル、ファロン・ヤング、ジョージ・ジョーンズ、ハンク・ウィリアムズなどの大ヒットにより黄金期を迎えた。

## 起源
ホンキートンクの名の由来は不明とされている。印刷物で確認できる最古のものは、1889年1月24日、テキサス州フォートワースの日刊紙『デイリー・ガゼット』で「メイン通りのホンキートンクの店の再開が議会へ申し立てられた」と記されたものであった。ただし大文字で書かれていたため店名であった可能性もあるが、その場合この店名は何を由来にしているのか不明である。
続いて1890年、テキサス州ダラスの『モーニング・ニュース』、1892年、テキサス州ガルベストンの『ガルベストン・デイリー・ニュース』 (フォートワースでの成人向け施設について言及)、1894年、オクラホマの『デイリー・アードモアライト』で「ホンク・ア・トンク」との記述があった。初期の使用ではテキサス州ダラス/フォートワースからオクラホマ中南部の、カウボーイたちが牛を市場に運ぶロングドライブの通りからこの言葉が広がっていった。
「トンク」の部分はピアノのブランド名から来ているとされる。1881年創業の、アメリカのあるアップライト・ピアノの大きなメーカーは「ウイリアム・トンク&ブラザーズ」といって、ピアノに「アーネスト・A・トンク」と記載されている。1889年までにはこれらのピアノは製造されなくなり、またこの頃にはすでに「ホンキートンク」という言葉は使用されていた。1873年、ウイリアムとマックスのトンク・ブラザーズはトンク・ブラザーズ製造会社を創立し、ここから「トンク」の言葉が広がった可能性がある。
「ホンカトンク (honkatonk)」が初期に使用されたのは1900年の『ニューヨーク・サン』で、以降他の新聞でも広く使用されるようになった。しかしこれは伝説や物語の記事であり、言葉の由来としては疑問が残る。

## ホンキートンクの歴史
1929年7月28日、『ロサンゼルス・タイムズ』で『「ホンキートンク」の起源が語られる』の記事でソフィ・タッカーのミュージカル映画『Honky Tonk』の記事で以下のように記された:
| 「 | ホンキートンクとは何か知っていますか? 数年前までの船舶業の男たちはサンフランシスコのバーバリー湾のホンキートンクがもっとも活気あふれる場所であることをよく知っていた。 著名なバーバリー湾を起点とするこの名はダイヴ・バーで受け入れられた。大規模なバーが多く、混雑した店内のテーブルで酒が注がれることが多かった。ただし店の奥のステージで演奏された音楽の質は疑わしかった。 ホンキートンクは現在のキャバレーやナイトクラブの原型ともいえるが、決定的な違いは低価格で上品ぶっていないことである。 | 」 |

ホンキートンクはディープサウスや南西部の労働者階級に酒類を出す店のカントリー・ミュージックから発展していった。音調の構成はクラシック・ブルースに関連しているが、ホンキートンクはややテンポが速い。またアフリカ系アメリカ人のダンスにリズムがよく合う。
1916年、クリス・スミスとチャールズ・マカロンはヒット曲『Down in Honky Tonk Town 』の中で「地下で全ての楽しみを見つけた」と記した。

### 確立の起源
言葉の起源は不明だが、西部の粗野なバラエティ・ショーやその会場のことを呼んでいた。ただし初期の頃はこの会場を「バラエティ・シアター」、ショーは「バラエティ・ショー」と呼んでいた。これらの会場はバーが備えられ、ギャンブル場が設置されていることもあった。
開拓時代が終わり長い時間が経過した回想において、ワイアット・アープやE・C・アボットなどは1870年代から1880年代のカンザス州、ネブラスカ州、モンタナ州などの酪農の街でのホンキートンクについて言及した。彼らの回想には下品で暴力的なショーについても含まれていた。しかしこれらのショーはハーディ・ガーディと呼ばれ、これが「ホンキートンク」の由来になった可能性もある。大道芸などで演奏される手回しオルガンのことも「ハーディ・ガーディ」と呼ばれることもあった。
1913年後期、元第1合衆国義勇騎兵隊司令官エドウィン・エマーソン大佐はニューヨークでホンキートンク・パーティを開催した。この義勇騎兵隊はテキサス州、ニューメキシコ州、オクラホマ準州、インディアン準州から集められ、米西戦争の間「ホンキートンク」という言葉はよく使われていた。

## ホンキートンク・ミュージック

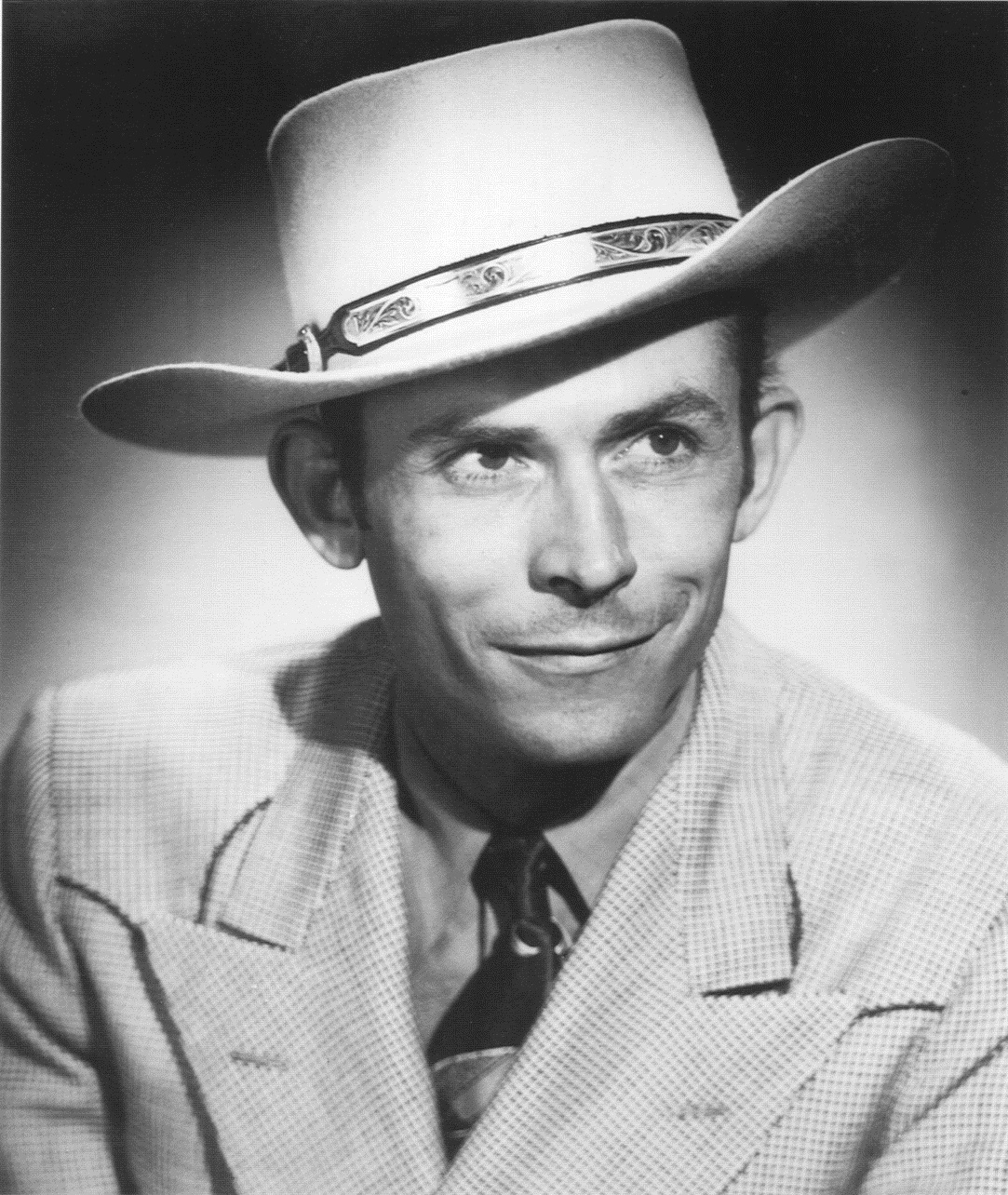
ハンク・ウイリアムズ

「ホンキートンク・サウンド」はリズム・セクションがバックビートと共に2ビートで演奏する。スティール・ギターとフィドルが主な楽器である。
音楽のジャンルとしてホンキートンク・ミュージックが使われるようになったのはラグタイムのピアノ演奏で、メロディやハーモニーよりリズムを強調したものだった。よく調律されておらず、調子がずれて鍵盤がうまく動かないピアノから発展していった。
ホンキートンク・ミュージックはブギ・ウギのピアノ演奏スタイルに大きな影響を与え、1938年のジェリー・ロール・モートンのレコード『Honky Tonk Music』、ミード・ルクス・ルイスの大ヒット曲『Honky Tonk Train Blues』が代表される。ルイスはこの曲を1927年から1950年代にかけて何度もレコーディングし、またオスカー・ピーターソンなど多くのミュージシャンにカバーされた。
しなやかなサクソフォーンのメロディ・ラインと共にスロービートの、ビル・ドゲット・コンボによるブルース形式の器楽曲『Honky Tonk』は初期のロックンロール・ヒットとなった。ルイジアナ州ニューオーリンズ生まれのファッツ・ドミノもホンキートンクのピアノ演奏者で、『ブルーベリー・ヒル』、『ウォーキング・トゥ・ニューオーリンズ』がポピュラー・ミュージック・チャートでヒットした。
第二次世界大戦前、音楽業界ではテキサス、オクラホマ、西海岸で演奏されるホンキートンクの音楽を「ヒルビリー・ミュージック」と呼ぶようになった。以降、カントリー・ミュージックの初期のサウンドとされ、テネシー州ナッシュビルでウエスタン・スウィングとして発展していった。元々ギター、フィドル、コントラバス、ハワイから導入されたスティールギターを特徴としていた。ヴォーカルはフロイド・ティルマンやハンク・ウィリアムズのように元々は雑で鼻にかかっていた。しかし後にジョージ・ジョーンズやファロン・ヤングのように鮮明でシャープなサウンドに発展していった。歌詞は労働者階級に合わせ、失恋、不倫、孤独、アルコール依存症、自己嫌悪など悲劇的なテーマがしばしば登場する。
1941年、アーネスト・タブにとってデッカ・レコードでの6枚めとなる『Walking the Floor Over You』がリリースされ、ホンキートンクのスタイルの確立に助力し、また彼自身ホンキートンクの最初の実現者となった。テキサス州クリスプ出身のタブはジミー・ロジャーズのファンで、ウエスタン・スウィングを融合し、カントリーのサウンドにエレキギターを使用した。
彼はこのサウンドをナッシュビルに持ち込み、『グランド・オール・オープリー』で初めてエレキギターを使用した。1950年代、ホンキートンクはウエブ・ピアス、ハンク・ロックリン、レフティ・フリッツェル、ファロン・ヤング、ジョージ・ジョーンズ、ハンク・ウイリアムズの大ヒットにより黄金期を迎えた。1950年代中期から後期、ホンキートンクとリズム・アンド・ブルースを融合したロカビリーとナッシュビル・サウンドの洗練されたカントリーがホンキートンクの時代を終わらせた。
1969年、ローリング・ストーンズは1940年代のハンク・ウイリアムズのようなホンキートンクのアーティストのサウンドをベースにした『ホンキー・トンク・ウィメン』で第1位を獲得し、ゴールド・レコードに認定された。1970年代には、ウェイロン・ジェニングス、ウィリー・ネルソン、クリス・クリストファーソン、ジョニー・キャッシュ、ジェリー・ジェフ・ウォーカー、マイケル・マーフィー、マール・ハガード、ガイ・クラーク、トムポール・グラスター、ジョー・イーライ、ハンク・ウィリアムズ・ジュニア、ジョニー・ペイチェック、ジェシー・コルター、サミィ・スミス、タニヤ・タッカー、ゲイリー・スチュアート、デイヴィッド・アラン・コー、ビリー・ジョー・シェイヴァーなどのミュージシャンにより、ホンキートンクをワイルドにしたアウトロウ・カントリーが登場した。